# Penstemon miser
Penstemon miser är en grobladsväxtart som beskrevs av Asa Gray. Penstemon miser ingår i släktet penstemoner, och familjen grobladsväxter. Inga underarter finns listade i Catalogue of Life.